# Château de Courtalain
Le château de Courtalain est un château français, du XVe siècle situé à Courtalain, ancienne commune intégrée aujourd'hui à Vald'Yerre, à la limite du Perche et du Dunois, aux portes du parc naturel régional du Perche.

## Historique
Le château a été bâti en 1483 par Guillaume d'Avaugour, époux de Perette de Baif, tante de Jean-Antoine de Baïf, poète et ami de Ronsard et membre de la Pléiade.
La tombe de Perette de Baif se trouve dans l'église de Courtalain.
En 1553, le château entra dans la maison de Montmorency par le mariage de Jacqueline d'Avaugour avec Pierre Ier de Montmorency-Fosseux. Neuf générations de Montmorency se sont succédé à Courtalain.
Une brève parenthèse de l'histoire du château lors de la révolution française, laissa la gestion à un maréchal ferrant et un boucher qui s'y installèrent avant d'être rapidement chassés par le retour des propriétaires lors de la restauration.
Courtalain est entré en 1862 dans la maison de Gontaut-Biron par le mariage de la nièce du dernier duc de Montmorency avec le jeune Louis de Gontaut-Biron. Aujourd'hui, le château est habité par les descendants directs, la marquise de Gontaut-Biron et son fils Anne Charles de Gontaut-Biron, dont l'épouse est Marie de Roussy de Sales.
Durant la Seconde Guerre mondiale le château a été transformé en important dépôt d’œuvres d’art du musée du Louvre. Du 31 août au 6 septembre 1939, de nombreux camions ont amené les antiquités égyptiennes du Louvre les plus transportables mais aussi les tapisseries du musée de Saint-Germain-en-Laye et les collections napoléoniennes de La Malmaison.
Début juin 1940, les Allemands approchant, le château n'est plus assez sûr, le marquis de Gontaut-Biron propose d'abriter les œuvres dans son autre propriété le château de Saint-Blancard.
Aujourd'hui, le domaine est dirigé par Anne Charles de Gontaut-Biron. Il y propose l'organisation de mariages, de chambres d'hôtes et d'événements en tout genre.
Courtalain est un château vivant où plusieurs types d'architecture se superposent, Renaissance, néogothique anglais et XVIIIe siècle.
Un très beau jardin anglais sert d'écrin à ces bâtiments imposants. Composé d'arbres anciens tel que des cèdres directement importés du Liban, le parc offre un isolement naturel hors du commun.
Le château et ses dépendances sont inscrits au titre des monuments historiques.

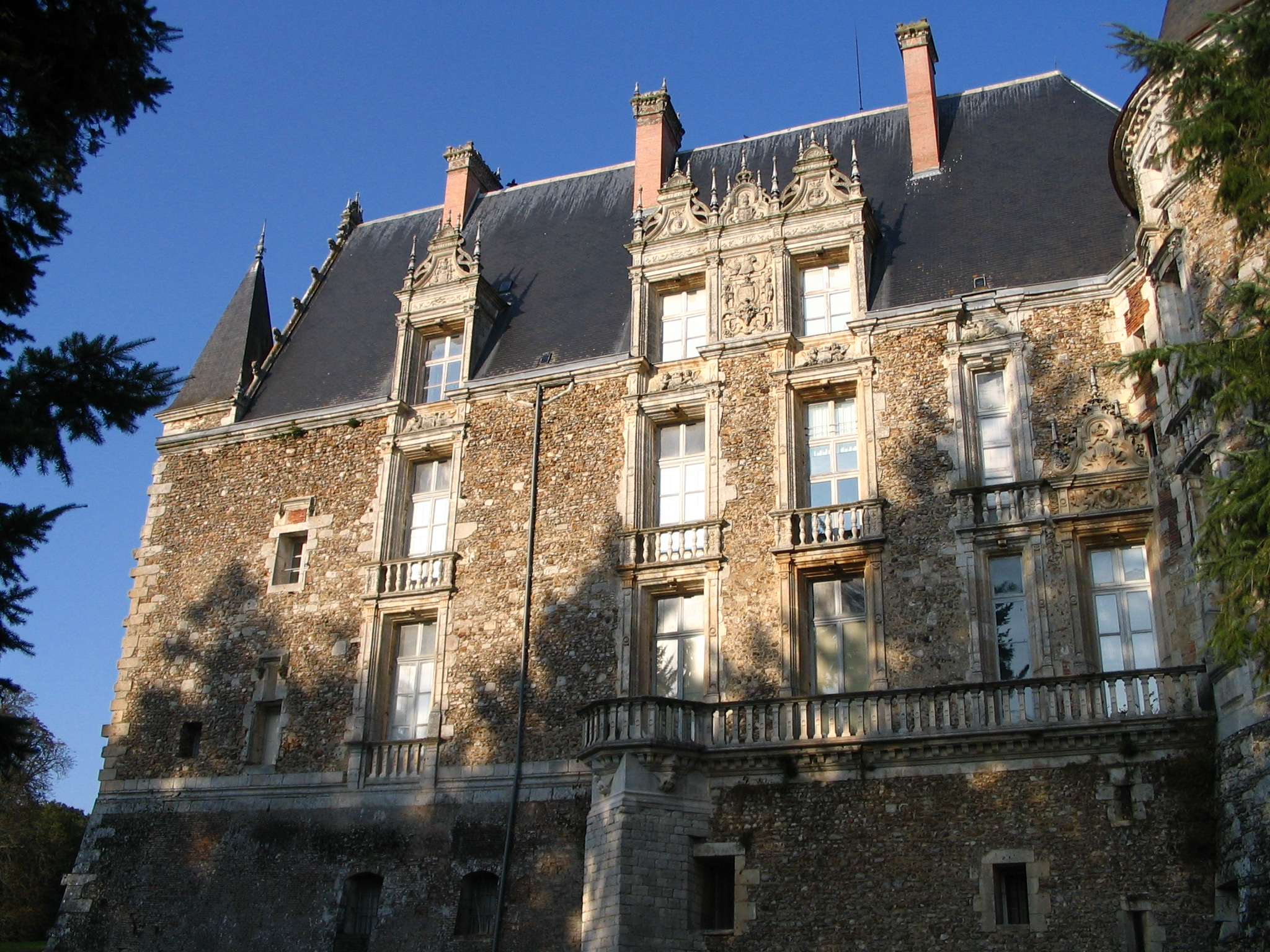
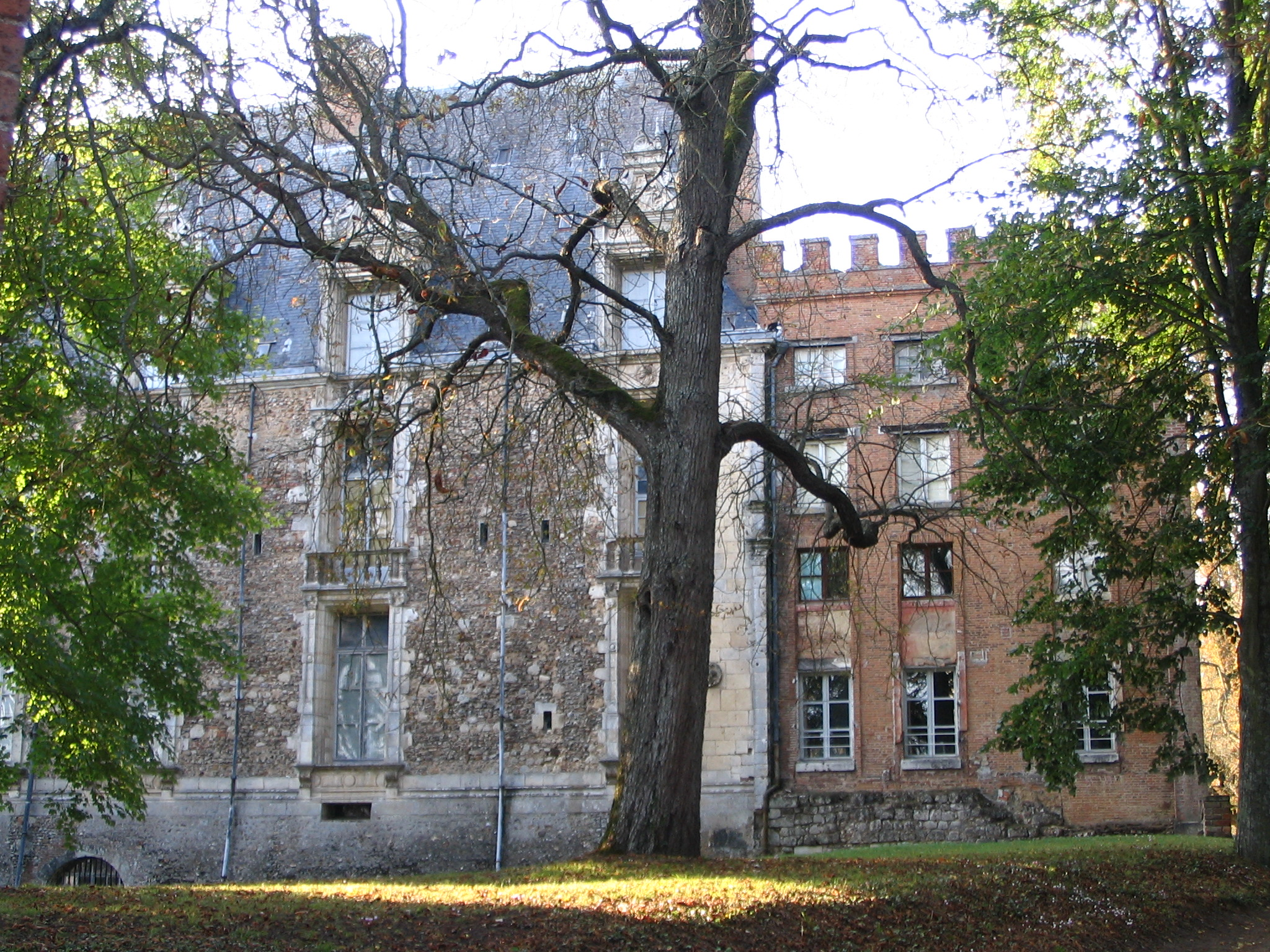
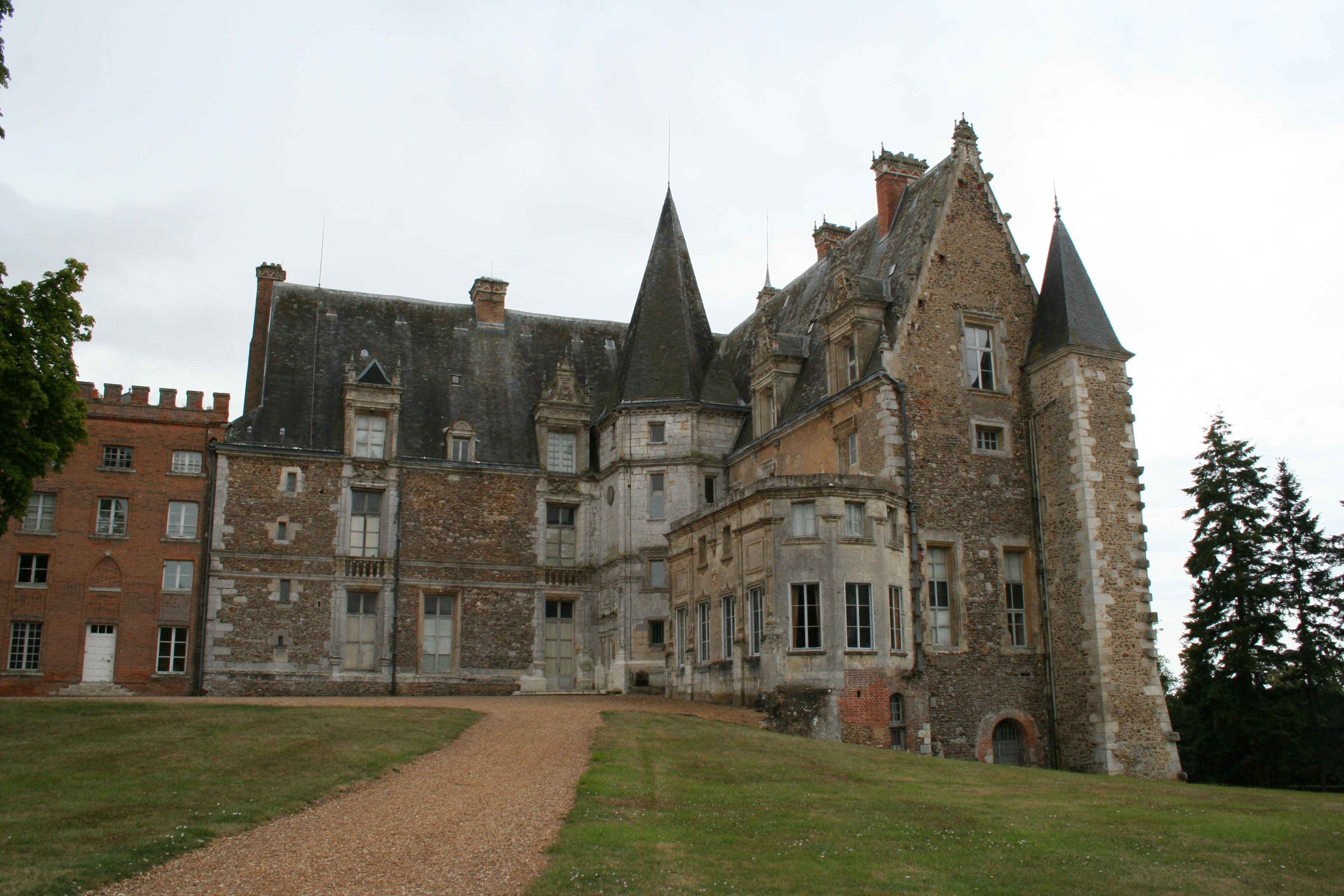
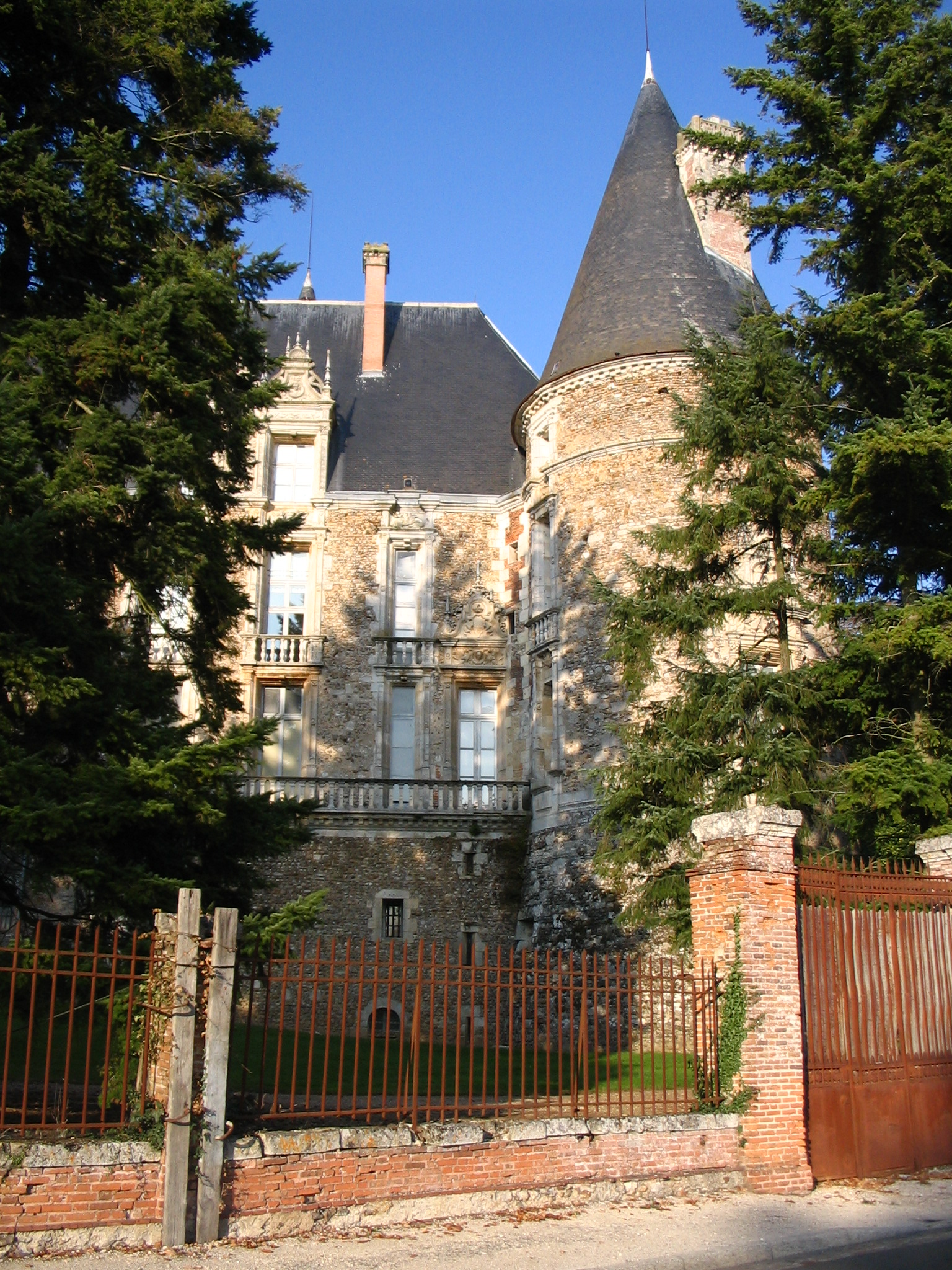
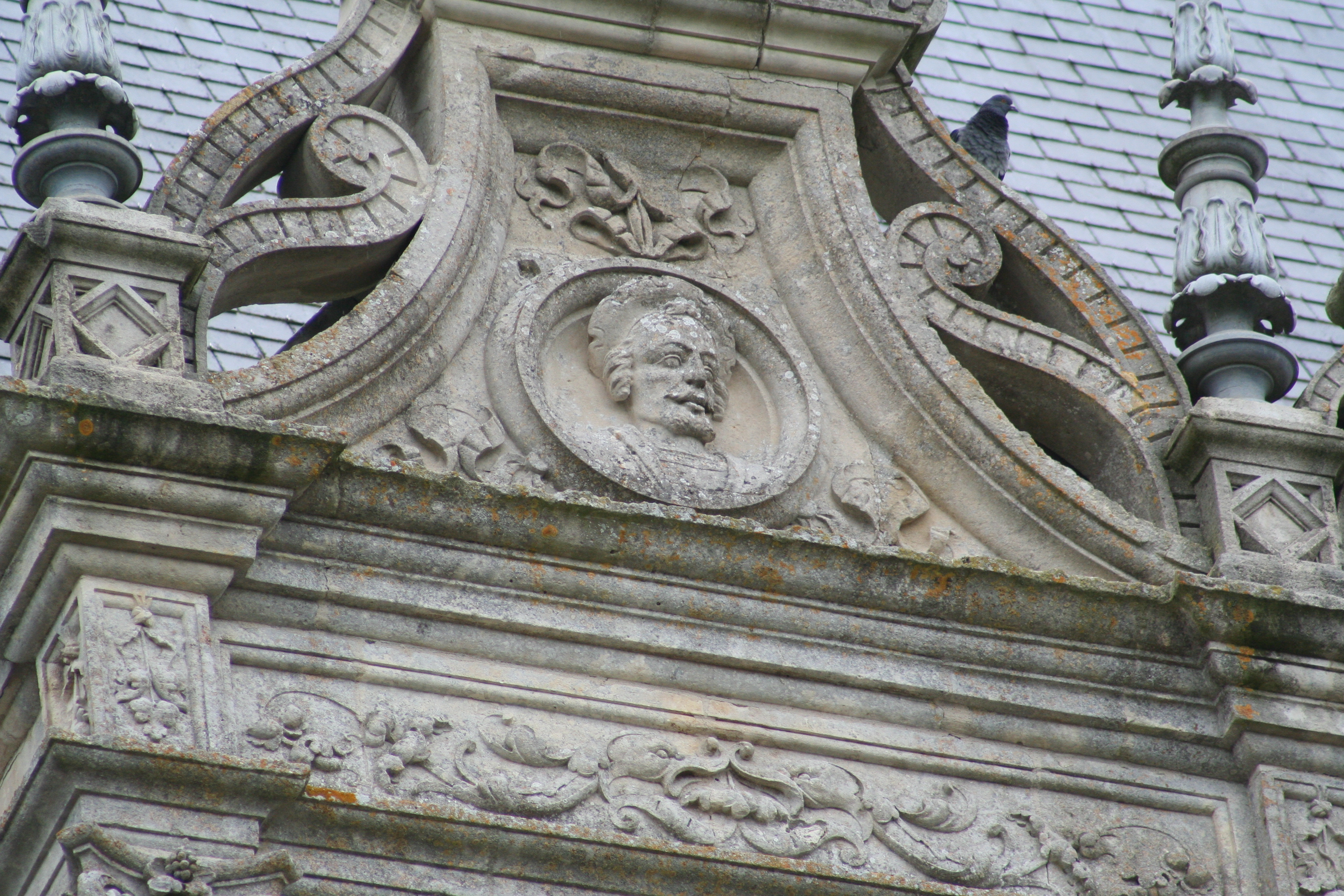
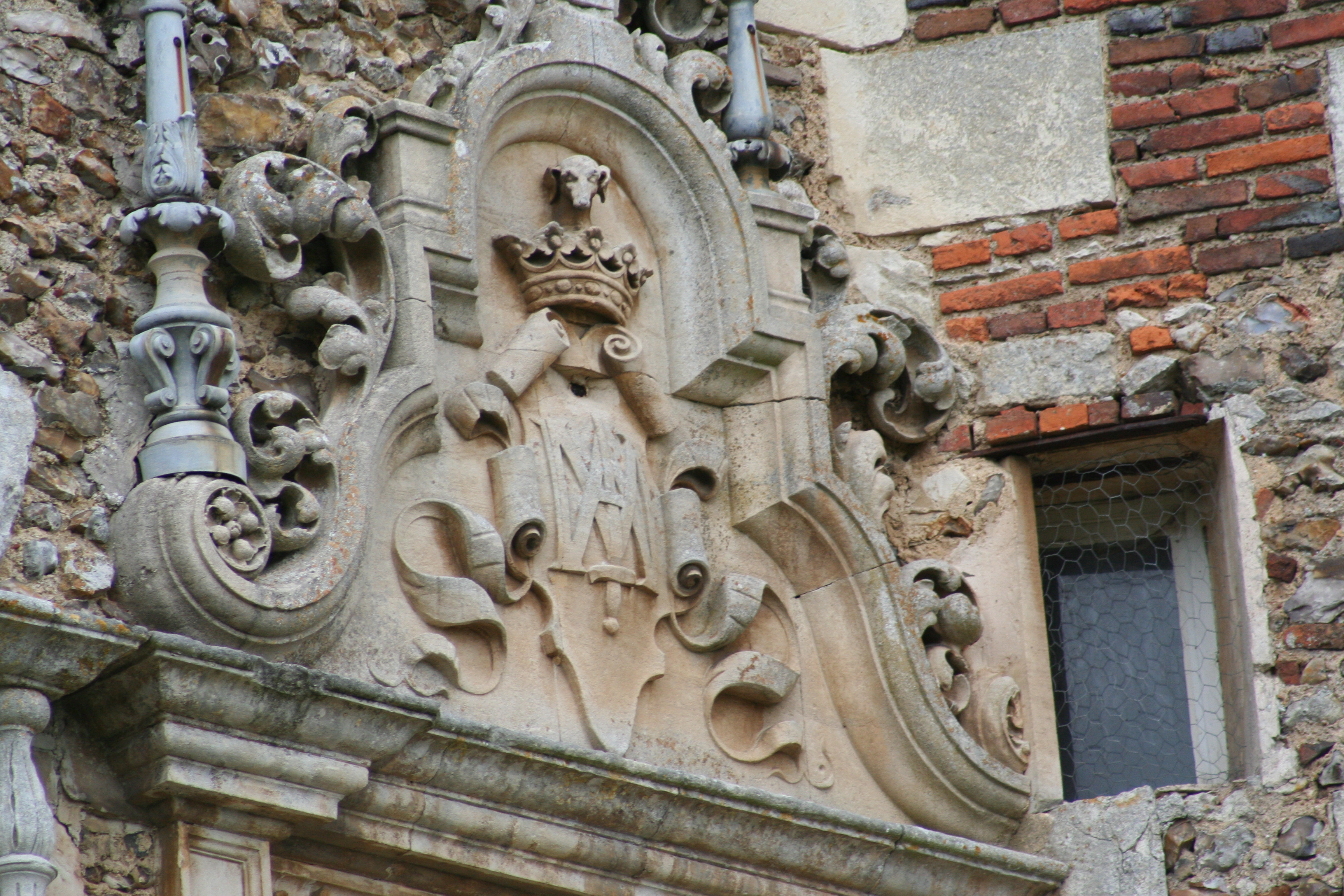
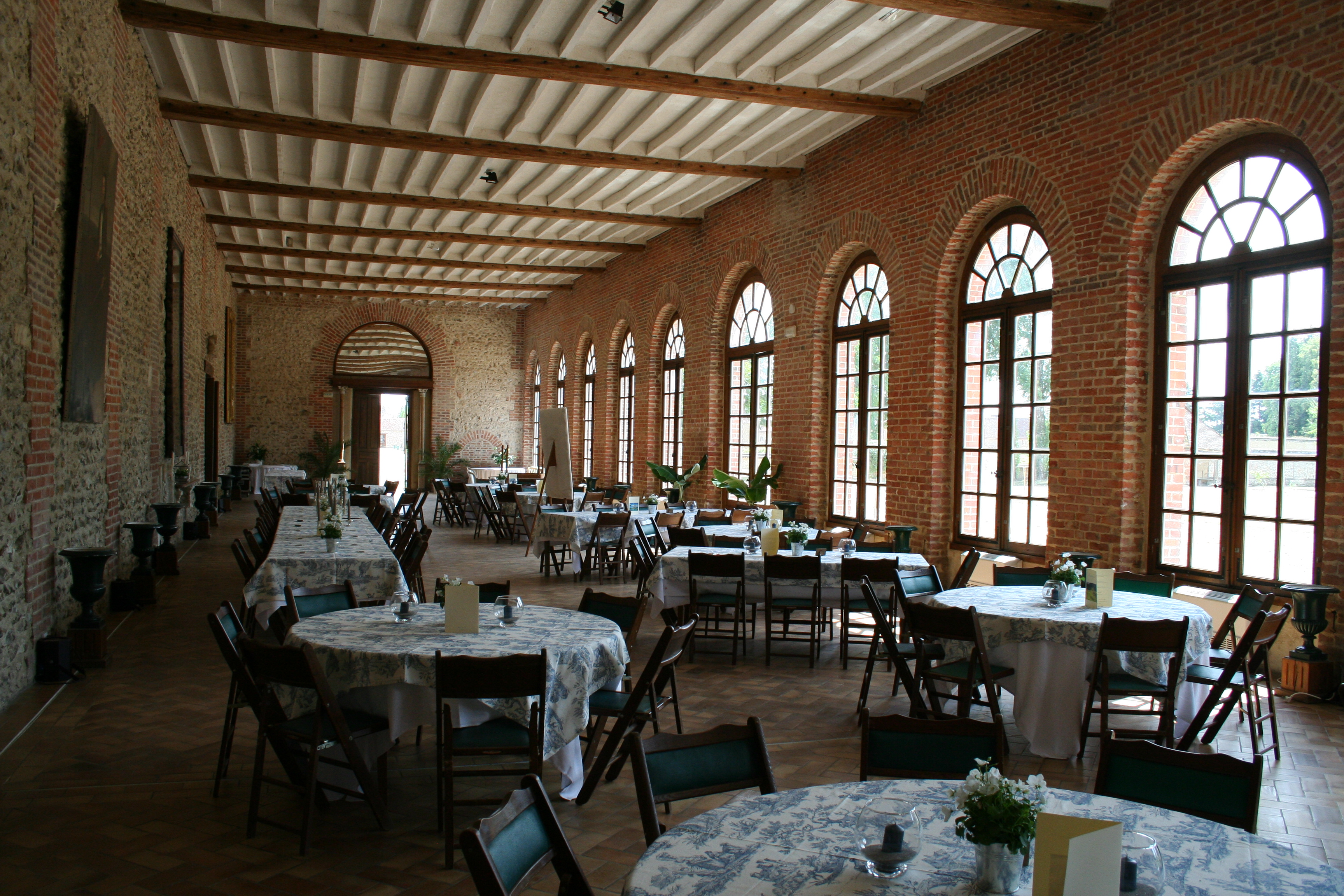
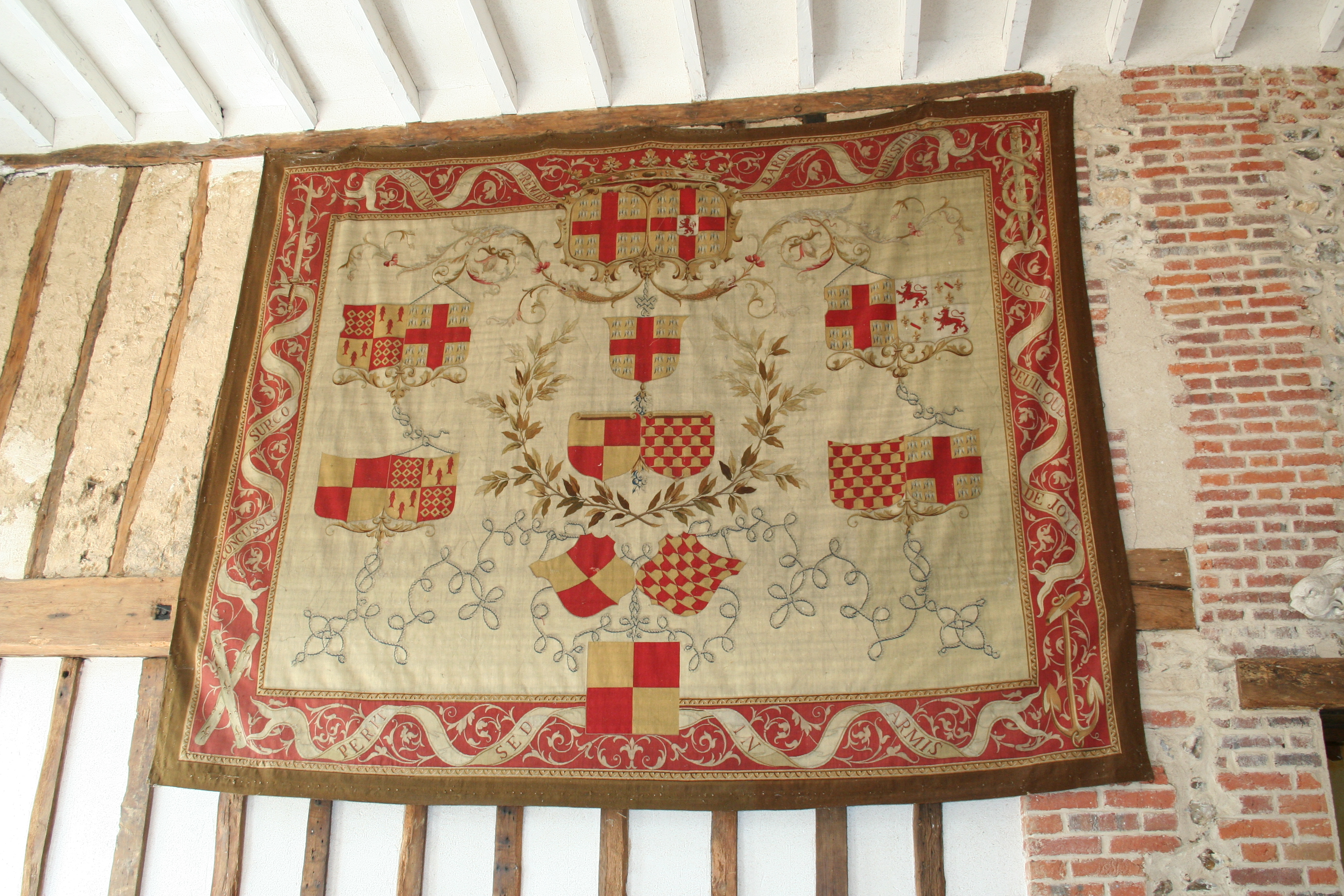